# Liste der Monuments historiques in Abbans-Dessus
Die Liste der Monuments historiques in Abbans-Dessus führt die Monuments historiques in der französischen Gemeinde Abbans-Dessus auf.

## Liste der Immobilien
| Bezeichnung             | Beschreibung                                                          | Standort                     | Kennzeichnung | Schutzstatus   | Datum     | Bild           |
| ----------------------- | --------------------------------------------------------------------- | ---------------------------- | ------------- | -------------- | --------- | -------------- |
| Château d’Abbans-Dessus | Burg, ab dem 12. Jahrhundert, im 18. Jahrhundert zum Schloss umgebaut | Rue Jouffroy d’Abbans (Lage) | PA00101435    | Inscrit Classé | 1992 1993 | weitere Bilder |